# 阿兹特克日历石
阿兹特克日历石也作太阳石，是墨西哥城國立人類學博物館收藏的墨西加后古典时期的一个石刻雕塑，它或许是阿兹特克石刻中最著名的一件。 这个石块直径358（141英寸），厚度98（39英寸），重达24短噸（21.4長噸；21.8公噸）。 在西班牙征服阿兹特克帝国后不久，雕塑被整体埋葬在墨西哥城的主广场索卡洛。它于1790年12月17日在墨西哥城主教座堂修复期间被重新发现。在重新发现之后，日历石被安装在大教堂的外墙上，直到1885年。 大多数学者认为这个石块是在1502年到1521年之间雕刻的，也有些學者认为其实际的雕刻年期应该还要更早几十年。

## 物理描述

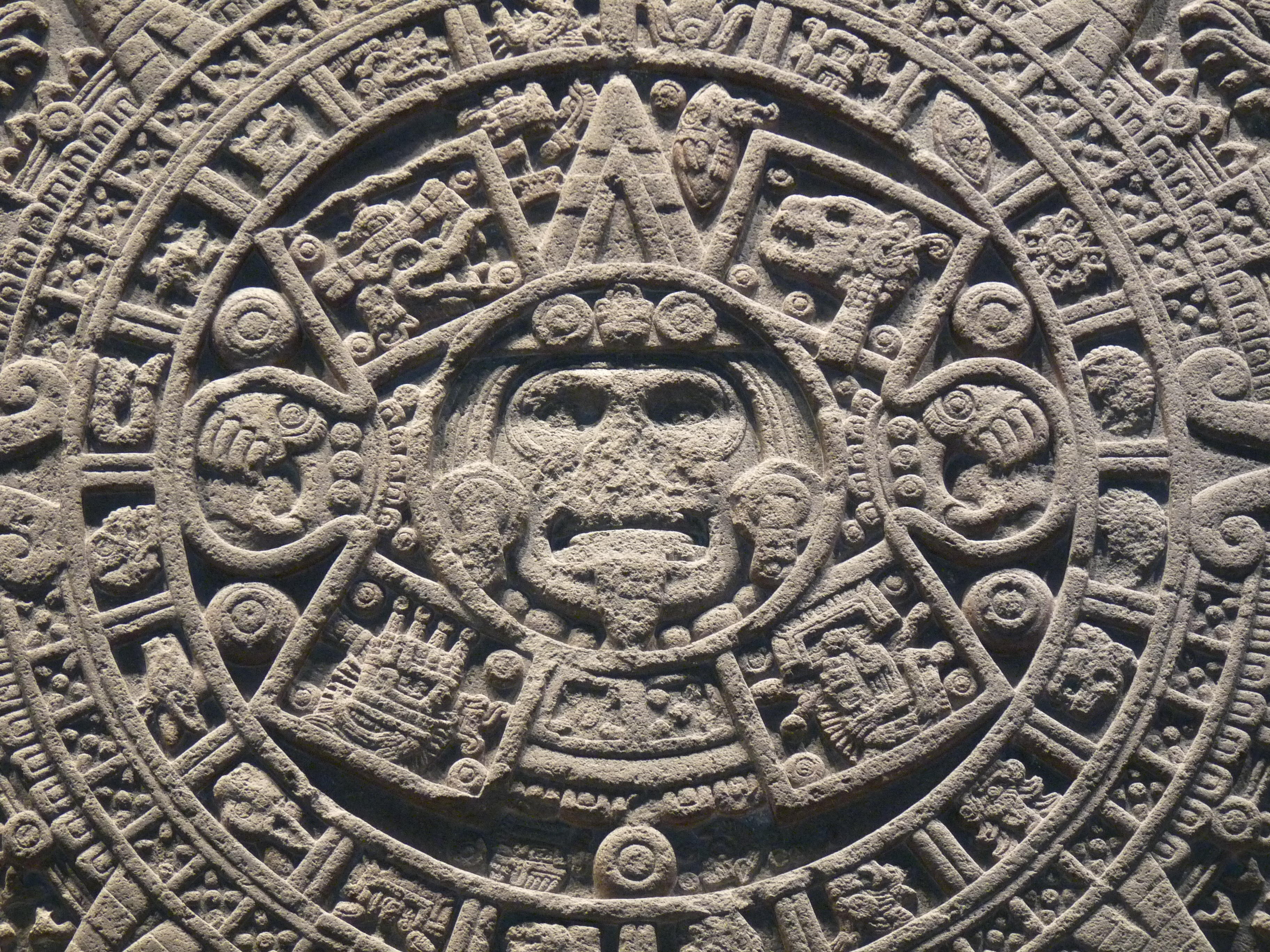
巨石最里面的两个圆圈中的细节

覆盖石块表面的雕刻图案內容表達的是墨西加宇宙学以及瑪雅曆法文化的主要形成的核心概念。

### 中央盘
在巨石的中心是太阳神的面孔托納蒂赫，在外面是表示“运动”的字型，是当前纪元的名字。图案中心的人物的每只爪子都握着人的心脏，他的舌头用石头祭祀刀（Tecpatl）来代表。

#### 以前的四个太阳或纪元
围绕中央神灵的四个方格代表了之前的四个太阳或纪元，在此纪元之前的四个运动。阿兹特克人改变了太阳的秩序，并在他们夺取了中央高地的权力后引入了第五个太阳，称为“4运动”。 每个纪元都以世界和人类的毁灭而告终，然后在下一个纪元重建。
- 右上方的方格代表4 美洲虎，历经了676年后，在这一天由于出现了吞噬全人类的怪物，第一个纪元结束了，
- 左上方的方格代表4 风，历经了364年后，飓风摧毁了地球，人类变成了猴子。
- 左下方的方格代表4 雨，这个纪元持续了312年之后被一场火焰雨摧毁，人类变成了火鸡。
- 右下方的方格代表4 水，这个纪元持续了676年，当世界被洪水淹没并且所有人类变成鱼时结束。

在这四个方格中放置了三个额外的日期，1 燧石（Tecpatl），1 雨（Atl）和 7 猴子（Ozomahtli）以及希赫特庫特利（或统治者的绿松石王冠）字形。有人提出这些日期可能具有历史和宇宙意义，并且王冠可能是墨西加统治者蒙特苏马二世的名称的一部分。

## 解释
日历石的确切目的和含义尚不清楚，考古学家和历史学家提出了许多理论，其解释可能有几个方面。
对石块的最早解释与其作为日历的使用有关。1792年，石块发掘两年后，墨西哥人类学家安东尼奥·德·里昂尼伽玛以石块为基础写了一篇有关阿兹特克历的论文。 一些字圈是表示这个月的日子的字形。 Ollin雕文中包含的四个符号代表了墨西加人认为地球经过的四个过去的太阳。
石块的另一个方面是它的宗教意义。一种理论认为，石块中心的面孔代表太阳的阿兹特克神殿托納蒂赫。正是因为这个原因，这个石块被称为“太阳石”。理查德·汤森提出了不同的理论，他主张这个符号在石块的中心代表特拉爾特庫特利，在墨西加创世神话的特征墨西加土神。 现代考古学家，如墨西哥城国立人类学博物馆的考古学家认为，它更有可能主要用作活人獻祭仪式盆或祭坛，而不是用作占星术或天文学的参考。
石块的另一个特征是其可能的地理意义。四个点可能与地球的四个角或基点有关，内圈可以表示空间和时间。
最后，石块的政治方面。它可能是为了表明特诺奇蒂特兰是世界的中心，因此也是权威的中心。 Townsend主张这个想法，前四个太阳中的附加日期的小字形——1 燧石（Tecpatl），1 雨（Atl）和 7 猴子（Ozomahtli）——代表了墨西加具有历史意义的事项。例如，他认为7猴子代表着对特诺奇蒂特兰社区崇拜的重要日子。墨西加统治者蒙特蘇馬二世的名字在工作中的存在进一步支持了他的主张。这些元素反映了石块在历史中的意像，而不是神话和国家在宇宙中的合法性。

## 现代使用

在阿兹特克日历石上的墨西哥Amate纸工艺

日历石的图像出现在墨西哥20比索金币正面，其金含量为15克（0.4823金衡制盎司），从1917年至1921年铸造，并从1940年代中期到20世纪70年代末重新开始。截至2015年10月，其价值约为600美元。日历的不同部分表示在当前墨西哥硬币上，每个面额具有不同的部分。
日历石图像也被现代墨西哥人和墨西哥裔美国人/奇卡诺人文化形象采用，并被用于民间艺术和文化的象征。